# Кульман, Каролина
Каролина Кульман (швед. Carolina Kuhlman, 15 ноября 1778 — 12 апреля 1866) — шведская театральная актриса.

## Биография
Каролина Кульман родилась в 1778 году в Стокгольме. Её родителями были музыкант-гобоист придворной капеллы Юлиус Кульман и Андрика Халлар.
В 1791 г. Каролина поступила в актёрскую школу Dramatens elevskola, где училась у Анн Мари Дегийон и как ученица выступала в Королевском драматическом театре.
В 1800 г. она заключила контракт с Королевским драматическим театром и выступала до 1833 г. с перерывом в 1820—1823 гг., когда жила в Гётеборге, где её мужа назначили директором Segerlindska teatern. В 1811 г. она поехала в Париж для обучения театральному мастерству, видимо, став первой актрисой Королевского драматического театра, совершившей такую поездку. Оттуда она привезла оперу «Золушка» Изуара.
В 1829—1831 гг. Каролина была преподавателем декламации и заместителем директора Dramatens elevskola.
В Королевском драматическом театре Каролина относилась к числу наиболее успешных актрис. Трагедийные роли ей не очень удавались, зато зрители хорошо отзывались о реалистичном исполнении ею ролей, изящество, достоинство и стиль. Несколько лет она играла субреток и инженю, а после 1823 г. стала играть дворянок.
К её наиболее известным полям относились Эмма в «Крестоносцах» и Хильдегарда в Joahnna av Montfaucon Коцебу, Керубино в «Свадьбе Фигаро», глухонемой мальчик в Abbe del'Épée Буйи, миссис Дорсан в «Ревнивой жене», Эльмира в «Тартюфе» Мольера. Она играла Офелию в 1819 г. — это была первая постановка «Гамлета» в Стокгольме. Исполняла роли француженки в «Караване из Каира», Изабеллы в «Говорящей картине» и Земиру в «Панург на острове фонарей» по произведениями Гретри, Сесили в Le secret Жана-Пьера Соли, Александрины в En fjärdedels timmes tystnad Регины в «Нелепых встречах» Изуара, мадам Дюрандье в Världshuset i Bagniéres, Барбары в Oxmenuetten.
Каролина скончалась в Стокгольме в 1866 г.

## Личная жизнь
В 1799 г. Каролина вышла замуж за актёра Луиса Деланда и развелась с ним в 1802 г. В 1815 г. она вышла замуж повторно за актёра Густава Обергссона, с которым её связывали длительные любовные отношения.